# عباس بی‌لی، ماساللی
عباس بی‌لی (به ترکی آذربایجانی: Abasbəyli یک منطقه مسکونی در جمهوری آذربایجان است که در شهرستان ماساللی واقع شده است. عباس بی‌لی ۷۶۰ نفر جمعیت دارد.